# Inkvisitionskommissionen
Inkvisitionskommissionen (eller Stokhuskommissionen) var navnet på en ved forordning af 13. april 1686 i København oprettet særlig undersøgelsesret for tyverisager.
På en tid hvor straffeprocessen i øvrigt ikke var inkvisitorisk, lå kommissionens betydning i, at den kunne afholde inkvisitorisk forhør over sigtede, hvorved ifølge praksis, der stadfæstedes ved lovgivningen fra en senere tid, endog tortur kunne finde anvendelse, dog i former, der sammenlignet med de i udlandet benyttede måtte kaldes forholdsvis milde (den såkaldte "skarpe eksamination").
IInkvisitionskommissionen var kun undersøgelsesret, ikke domsret, men i øvrigt fælles for civile og militære. Da mange af inkvisitterne hørte til militæretaten, og forbilledet for kommissionen var procesmåden ved krigsretterne, havde den dog i lang tid en rent militær sammensætning, og det var bl.a. garnisonsauditøren, der førte forsædet i den.
En delvis forandring heri indtrådte først ved den af Struensee udarbejdede forordning af 30. december 1771, der satte Inkvisitionskommissionen i forbindelse med den kort forinden oprettede Hof- og Stadsret, som for fremtiden alene kunne henvise sager til den, og blandt hvis medlemmer kommissionens præses fra nu af skulle tages. Forordningen af 1771 ophævede også den skarpe eksamination, men denne blev på ny indført med Guldbergs magtovertagelse i 1772 og forsvandt først så sent som 1837.
I øvrigt blev kommissionen, hvis kompetence i tidens løb var blevet noget udvidet, efterhånden overflødiggjort ved den almindelige strafferetsplejes omdannelse i inkvisitorisk
retning, og efter ønske af provinsialstænderne ophævedes den omsider ved forordning af 5. januar 1842, der i stedet for oprettede et nyt Kriminalkammer under Hof- og Stadsretten, hvilket igen 1845 overførtes til den da organiserede Kriminal- og Politiret.